# Église Saint-Quentin d'Amigny-Rouy
L'église Saint-Quentin d'Amigny-Rouy est une église située sur le territoire de la commune de Amigny-Rouy, dans le département de l'Aisne, en France.